# Miguel León-Portilla
Miguel León-Portilla (castellà: Miguel León Portilla)  (Ciutat de Mèxic, 22 de febrer de 1926 - Ciutat de Mèxic, 1 d'octubre de 2019) va ser un antropòleg i historiador mexicà i autoritat principal en matèria del pensament i la literatura nàhuatl. Des de 1988 és investigador emèrit de la Universitat Nacional Autònoma de Mèxic.
La seva tesi doctoral La filosofia nàhuatl estudiada en les seves fonts va ser escrita el 1956 sota l'orientació d'un notable nahuatlato (parlant de nàhuatl), el pare Ángel María Garibay. També va aconseguir reconeixement a través de la traducció, interpretació i publicació de diverses recopilacions d'obres en nàhuatl. León-Portilla ha encapçalat un moviment per entendre i revaluar la literatura nàhuatl, no només de l'era precolombina, sinó també l'actual, ja que el nàhuatl encara és la llengua materna d'1,5 milions de persones. Ha contribuït a establir l'educació bilingüe rural a Mèxic.
León-Portilla també ha contribuït a descobrir les obres de fra Bernardino de Sahagún, font primària sobre la civilització asteca. Sahagún va enregistrar el coneixement dels savis nahues (tlamatinimê) en llengua vernacla. A sol·licitud de les autoritats espanyoles, va escriure en castellà una versió d'aquest coneixement en la seva Història de les coses de la Nova Espanya, però la seva obra original, el Còdex Florentí, mai es va publicar. Abans de León-Portilla, el còdex havia estat traduït només un cop a l'alemany, i encara aquesta versió era incompleta. El novembre de 1998, l'associació Juchimanes de Plata, AC li va atorgar el Premi Juchimán de Plata a través de la Universitat Juárez Autònoma de Tabasco.

## Obres
- La filosofía náhuatl estudiada en sus fuentes (1956).
- Siete ensayos sobre cultura náhuatl (1958)
- Visión de los vencidos (1959).
- Los antiguos mexicanos a través de sus crónicas y cantares (1961)
- El reverso de la conquista. Relaciones aztecas, mayas e incas (1964)
- Tiempo y realidad en el pensamiento maya (1968)
- México-Tenochtitlan, su espacio y tiempos sagrados (1979)
- La multilingüe toponimia de México: sus estratos milenarios (1979)
- Hernán Cortés y la Mar del Sur (1985)
- Cartografía y crónicas de la Antigua California (1989)
- Quince poetas del mundo náhuatl (1993)
- La filosofía náhuatl estudiada en sus fuentes (1993)
- Francisco Tenamaztle (1995)
- La flecha en el blanco (1996)
- Bernardino de Sahagún, pionero de la antropología (1999)